# Mohamed Chaïb
Mohamed Chaïb (en árabe: محمد شعيب‎; Kouba, Argelia francesa, 20 de mayo de 1957) es un exfutbolista de Argelia que jugaba en la posición de defensa.

## Carrera

### Club
| Periodo   | Club                  |
| --------- | --------------------- |
| 1977-1986 | RC Kouba              |
| 1985-1986 | → USM Annaba (cedido) |
| 1986-1991 | RC Kouba              |

### Selección nacional
Jugó para Argelia en 38 ocasiones de 1981 a 1988, participó en la Copa Mundial de Fútbol de 1986, los Juegos Mediterráneos de 1979 y en tres ediciones de la Copa Africana de Naciones.

## Logros
- Campeonato Nacional de Argelia (1): 1981
- Supercopa de Argelia (1): 1981
- Liga 2 de Argelia (1): 1988